# Elizabeth Randles
Elizabeth Randles (1. srpna 1800, Wrexham – 6. května 1829, Liverpool) byla velšská klavíristka a harfenistka. 

## Život
Narodila se v severovelšském Wrexhamu. Její otec byl varhaníkem v kostele v Holywellu. Na klavír údajně začala hrát již v šestnácti měsících života. Předtím, než byla vůbec schopná mluvit, uměla rozpoznat jednotlivé noty a mačkat klávesy, které k nim patřily.
V létě roku 1802 navštívila Wrexham skupina komiků. Když ji objevili, přizvali ji ke svému vystoupení v místním divadle, kde zahrála velšskou píseň „Ar Hyd y Nos“. Když jí bylo tři a půl roku, byla pozvána, aby zahrála pro krále Jiřího III. a jeho manželku Šarlotu. Později absolvovala řadu vystoupení. Ve čtrnácti letech ovládala kromě klavíru rovněž hru na harfu a varhany. 
Později se usadila v Liverpoolu, kde později ve věku 28 let zemřela.